# Luparense F.C.
Câu lạc bộ bóng đá Luparense là một câu lạc bộ bóng đá Ý ở San Martino di Lupari  ở tỉnh Padua. Đó là cùng một câu lạc bộ điều hành phần futsal cùng tên.

## Lịch sử
Câu lạc bộ được thành lập vào năm 1933 và được thành lập lại vào năm 1952.
Đội đã thi đấu với cái tên Unione Sportiva Luparense ở Serie C và Serie D;

### Sáp nhập
Ngày 22 tháng 6 năm 2015 ASD Radio Birikina (câu lạc bộ đã đổi tên vì lý do tài trợ) sáp nhập với Câu lạc bộ bóng đá ASD Luparense, câu lạc bộ địa phương của futsal đổi tên trong hiện tại.
Nó chơi với đội B sau khi di chuyển "SSD Atletico San Paolo Padova", giờ là Luparense San Paolo FC trong cùng thành phố.

## Màu sắc và huy hiệu
Màu sắc của đội là đỏ và xanh.